# Shillay
Shillay (Schots-Gaelisch: Siolaigh) is een eilandje in de Buiten-Hebriden.
Shillay ligt twee kilometer ten noorden van de noordwestkust van Pabbay, waarvan het wordt gescheiden door een zeestraat, de Caolas Shiolaigh, centraal tussen Harris in het noordoosten en North Uist in het zuidwesten. Het eiland meet ongeveer driekwart van een vierkante kilometer en wordt vergezeld door
Siolaigh Beag („klein Siolaigh“), een dertig meter hoog rotseilandje van enkele honderden vierkante meter, dat zo'n honderd meter in zee vóór de zuidwestkust van Shillay ligt.
Het hoogste punt van Shillay, dat geen naam heeft, is een 79 meter hoge heuvel in het noordwesten van het eiland. De kust van het eiland bestaat volledig uit kliffen, met één minuscuul strookje strand van een tiental meter in een zuidoostelijke baai. De zuidtip van Shillay is een vlakte, de enige plaats die een naam heeft: Àird an Laoigh, „plaats van het kalf“; mogelijk verwijst dit naar de vroegere aanwezigheid van koeien.
Shillay is een onbewoond en onopvallend eilandje, dat op geen enkele scheepvaartroute ligt.